# NGC 624
NGC 624 é uma galáxia espiral (Sb) localizada na direcção da constelação de Cetus. Possui uma declinação de -10° 00' 11" e uma ascensão recta de 1 horas, 35 minutos e 51,2 segundos.
A galáxia NGC 624 foi descoberta em 28 de Novembro de 1785 por William Herschel.